# 満点!しあわせテレビ
『満点!しあわせテレビ』（まんてん しあわせテレビ）は、1999年4月5日から2000年9月29日までテレビ大阪で放送されていた情報番組である。

## 概要
金銭をかけずに快適生活を送る知恵を視聴者から募集し、それらを視聴者間で共有しあうことをコンセプトにした夕方ワイド番組。番組は「当日取材」「当日編集」「当日放送」をモットーとし、事前収録のVTRコーナーを極力排していた。その一方で、それまで収集してきた情報をストックしておき、視聴者から再度紹介の要望があったものについてはいつでも引き出せるようにしていた。
番組は、視聴者から寄せられた激安情報をもとにスタッフが取材・報告するコーナー「関西価格調査隊」を中心に構成。他に料理コーナー、大阪・梅田からの中継コーナー、ニュース特集のコーナーも設けていた。
放送開始から1年間は、毎週月曜 - 金曜 15:55 - 18:00（日本標準時）に放送の2時間生ワイド番組であった。途中、17:00 - 17:25にテレビ東京の『TXNニュースワイド 夕方いちばん』→『TXNニュースアイ』を放送していた。また、本番組の放送開始前まで『夕方いちばんKANSAI』が放送されていた17:25 - 17:55の時間帯は、同番組のネット局であったびわ湖放送・奈良テレビ・テレビ和歌山でもネットされていた。
番組は2000年4月にリニューアル。13:55から3時間にわたって放送の長時間生ワイド番組となったが、それまで17時台に設けていたニュースパートは『ニュースアイKANSAI』と題して分離された。これにより、びわ湖放送・奈良テレビ・テレビ和歌山での放送も終了した。途中、15:30 - 15:55にテレビ東京の『ニュース日経夕刊』と『株式ニュース』を放送していた。
テレビ大阪では本番組が編成されていたことにより、テレビ東京の『レディス4』は他局より1日遅れの13時台に録画放送（金曜放送分は翌週月曜に放送）されていた。そのため同番組の夕刊コーナーは、テレビ大阪では編集によって割愛されることがあった。また、競輪や競艇の中継がある日には放送休止となった。
番組の終了後、出演メンバーの一部が引き続き出演する後継番組『満点!アイ』がスタートした。

## 出演者
すべてテレビ大阪公式サイトの記述からの参考。
- メインキャスター：森脇健児
- 司会進行：毛利聡子
- ご意見番：前野弘光
- 情報アナウンサー：千年屋俊幸
- 曜日ゲスト
  - 月曜：熊谷真菜
  - 火曜：若宮テイ子
  - 水曜：ジェフ・バーグランド
  - 木曜：ジェフ・バーグランド、正木明 - この曜日のみジェフと正木が隔週交替で出演。
  - 金曜：熊谷真菜
- しあわせリポーター：福村千明、野瀬良美、林美貴子